# 丰裕桥
丰裕桥位于中华人民共和国云南省禄丰县县城金山镇北郊北门社区秦家营村以北的东河上，属于全国重点文物保护单位。因东河也称罗次河，故此桥俗称罗次河桥。

## 历史
丰裕桥始建于明万历年间，天启年间重修。清康熙末年3塌3修，后又塌。光绪十七年（1891年）黑盐井提举司邹馨德动用征收3年的桥工款，于光绪十八年（1892年）建成此桥。丰裕桥历史上是古代黑井、琅井、猴井和元永井等运盐至昆明的交通枢纽。

## 形制
丰裕桥长92米，款8.1米，高9.5米。为四墩五孔，不等跨园拱石桥，全用巨石砌成，铆榫连接。桥南北两端双狮昂首。桥南原有楼阁，1958年被拆。桥北石阙高5.5米，宽5.8米。三层重檐，中檐三层斗拱，侧檐斗拱二层，六柱五门，柱联三对，门镶五碑。一对石狮驮伏中柱，边柱稳立两象之脊。

## 保护
丰裕桥1973年公布为县级文物保护单位，2013年同星宿桥一起被列为第七批全国重点文物保护单位。丰裕桥目前仍能通行小型车辆，桥两端设有限宽的石墩限制大型车辆通行。